# 李克昌
李克昌（1923年—1984年10月），男，山东寿光人，中华人民共和国政治人物，曾任浙江省人民政府副省长，浙江省人大常委会副主任。